# EA Sports FC 25
EA Sports FC 25 (2024) is een voetbalsimulatiespel uit de EA Sports FC-computerspellenreeks, dat een vervolg is op de FIFA-computerspellenreeks. Op 27 september 2024 werd het spel uitgebracht voor de platformen Microsoft Windows, Nintendo Switch, PlayStation 4, PlayStation 5, Xbox One en Xbox Series X en S.

## Cover
Op de cover van de Ultimate Edition staan Gianluigi Buffon, Aitana Bonmatí, Jude Bellingham, Zinedine Zidane en David Beckham in een kamer met trofeeën die zij wonnen in hun carrière. Op de cover van de Standard Edition staat enkel Bellingham.

## Licenties
EA is de licenties kwijt van het Belgisch voetbalelftal en Canadees voetbalelftal. De Italiaanse clubs Inter Milan, Lazio Roma, Atalanta Bergamo en AC Milan hebben ook fictieve namen. AS Roma en SSC Napoli zijn terug onder hun echte naam. Olympiacos is terug en FK Qarabag is nieuw. Ook het Fins vrouwenvoetbalelftal is nieuw.

## Ultimate Team
Gianluigi Buffon, Gareth Bale, Lotta Schelin, Julie Foudy, Lilian Thuram, Nadine Angerer, Aya Miyama en Marinette Pichon zijn de acht nieuwe icons.

## Nieuwe game modus
FC 25 introduceert de nieuwe 5-tegen-5 modus Rush, de opvolger van Volta.